# Oleg Yolkin
Oleg Olegovich Yolkin (tiếng Nga: Олег Олегович Ёлкин; sinh ngày 26 tháng 4 năm 1986) là một cầu thủ bóng đá người Nga. Anh thi đấu cho FC Znamya Truda Orekhovo-Zuyevo.